# The Pinnacle (North Carolina)
The Pinnacle (King's Mountain) is een berg in Gaston County in de Amerikaanse staat North Carolina. Het is een van de twee belangrijkste pieken in het Crowders Mountain State Park. De andere top is Crowder's Mountain. Het park is gelegen in het westelijke deel van Piedmont van North Carolina tussen de steden van Kings Mountain en Gastonia.
The Pinnacle kan ook verkeerd worden aangeduid als "Kings Pinnacle". Deze verkeerde benaming is afkomstig van een vermenging met de naam van de richel die verdergaat ten zuiden van The Pinnacle, Kings Mountain. Een deel hiervan vloeit voort uit het idee dat het profiel van The Pinnacle op een kroon lijkt. De naam "Kings Pinnacle" staat niet op de USGS quadrangle voor het gebied, terwijl "The Pinnacle" en "Kings Mountain" er wel op staan.
De inselberg is het overblijfsel van een kwartsietheuvelrug die ongeveer 400-500 miljoen jaar geleden werd gevormd. Het zachtere materiaal dat ooit de berg bedekte en omgaf is geleidelijk afgesleten tot zijn huidige hoogte van 520 meter boven zeeniveau. De inselberg stijgt plotseling op ongeveer 244 meter boven het omliggende platteland. The Pinnacle is onderdeel van de Kings Mountain Belt, een reeks van eilandbergen langs de Piedmont van North Carolina en South Carolina, waarvan er een aantal te zien zijn vanaf de top.
The Pinnacle en de nabijgelegen Crowder's Mountain scheidden de jachtgebieden van de Catawba- en de Cherokee-Indianen. De Veldslag van Kings Mountain, een belangrijke Amerikaanse overwinning op het Britse leger tijdens de Amerikaanse Revolutie, werd in 1780 uitgevochten ten zuidwesten van de berg in wat nu Kings Mountain National Military Park is.
Er leiden verschillende wandelpaden naar de top van de berg van waaruit het mogelijk is om de veel hogere Appalachen in het westen en noorden, en de wolkenkrabbers van Charlotte op zo'n 45 kilometer naar het oosten.